# Stefania Chłędowska
Stefania Chłędowska ps. „Z.D., Zofia D…a, Stefania” (ur. 18 kwietnia 1850 w Dłutowie, zm. 7 marca 1884 w Menton) – polska pisarka pozytywistyczna.
Stefania Chłędowska była córką Konstantego Tabęckiego. Wykształcenie otrzymała w domu. Przez pewien czas zamieszkiwała we Wrocławiu i Dreźnie, odbywała też podróże do Włoch, Monachium i Paryża. W 1873 wyszła za mąż za Kazimierza Chłędowskiego, po czym zamieszkała we Lwowie. Z powodu choroby płuc często wyjeżdżała za granicę. W 1881 razem z mężem przeniosła się do Wiednia, gdzie w Albertinum rozpoczęła studia z zakresu estetyki.
Utwory publikowała w czasopismach: „Kronika Rodzinna” (1873, 1878), „Przegląd Polski” (1876–1878), „Gazeta Polska” (1880–1881), „Czas” (1884). Tworzyła głównie obrazki poruszające kwestie wychowania i nieprzystosowania kobiet do życia, a także szkice na temat literatury, malarstwa i muzyki.

## Publikacje
- Pamiętnik Ewuni, Warszawa 1874
- Nowele i szkice literackie. T. 1-2. Z przedmową W Łozińskiego. Lwów 1885.
- Szkice literackie. T. 1-2. Lwów 1885.